# St. Clair River
Saint Clair River er en flod i USA og Canada, som fører vandet fra Lake Huron og til Lake St. Clair. Floden er 64 km lang, og danner grænsen mellem provinsen Ontario i Canada og staten Michigan i USA. 
ElvSaint Clair Rivers udmunding danner et af de større  floddeltaer i Nordamerika. Ved floden ligger de store krafværker St. Clair kraftværk (USA) og Lambton kulkraftværk (Canada).
Floden har en vandføring på omkring 5.200 m³/sek. Saint Clair har et afvandingsområde på 579.000 km².